# Dierentuinkrekel
De dierentuinkrekel (Gryllodes sigillatus) is een rechtvleugelig insect uit de familie van de krekels (Gryllidae). De wetenschappelijke naam van deze soort is voor het eerst geldig gepubliceerd in 1869 door Francis Walker. De krekel komt van nature voor in Zuidwest-Azië en heeft zich van daaruit verspreid over alle tropische gebieden. Het insect wordt commercieel gekweekt als voer voor reptielen, vogels, amfibieën en insectenetende geleedpotigen.